# Sašo Mirjanič
Sašo Mirjanič (ur. 27 stycznia 1968 w Koprze, zm. 25 września 1994 w Žirovnicy) – słoweński wioślarz. Brązowy medalista olimpijski z Barcelony.
Brał udział w dwóch igrzyskach olimpijskich (IO 88, IO 92). W 1992 brąz wywalczył w czwórce bez sternika. Wspólnie z nim płynęli Milan Janša, Jani Klemenčič i Sadik Mujkič. W 1986 został mistrzem świata juniorów w dwójce bez sternika. Zginął w wypadku samochodowym.